# Dieter Ohlendiek
Dieter Ohlendiek (* 3. November 1943 in Twistringen; † 20. Mai 2000 in Hamburg-Ohlsdorf) war ein deutscher Schauspieler, Hörspiel- und Synchronsprecher.

## Leben

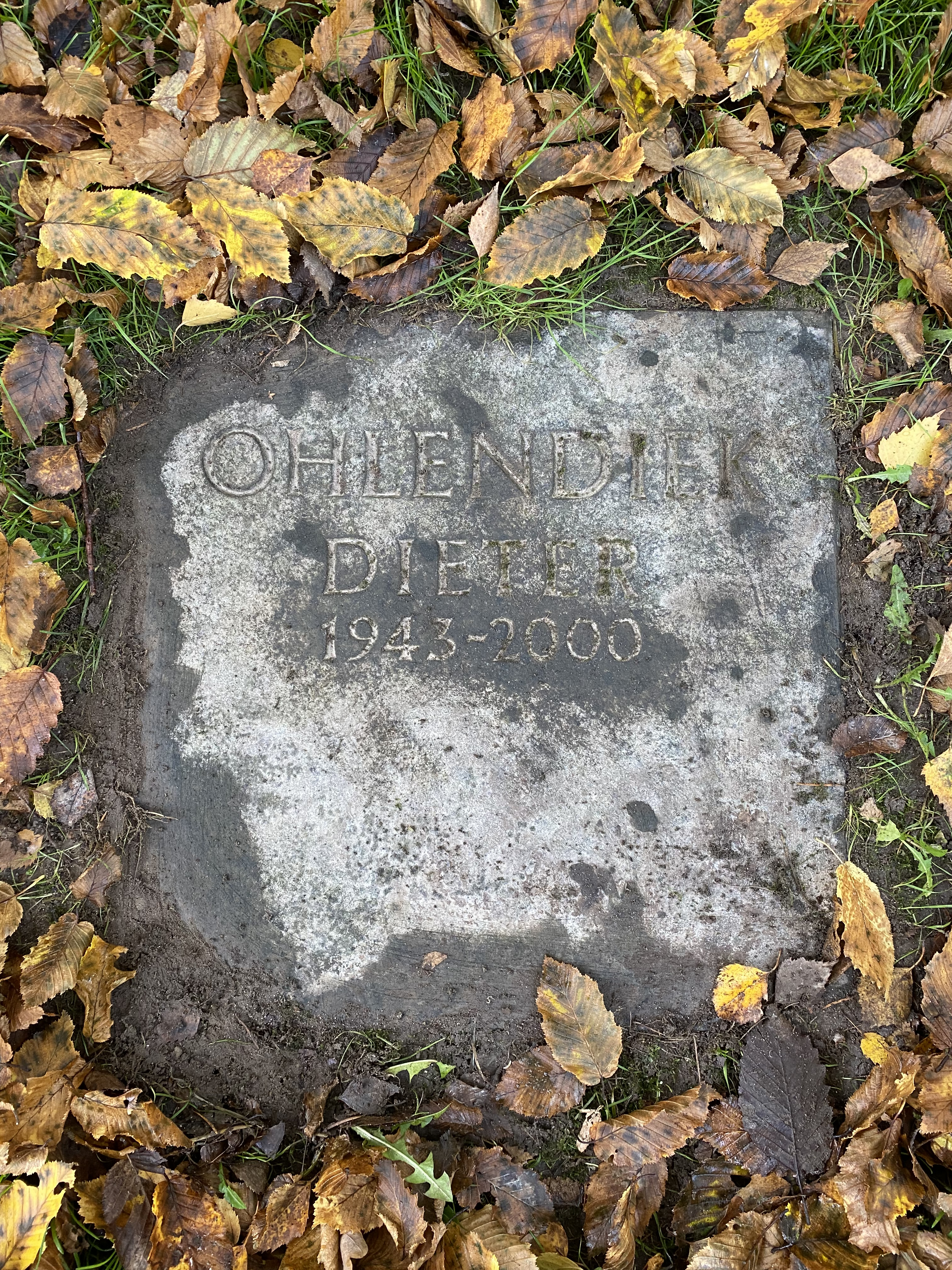
Grabstätte Dieter Ohlendiek auf dem Friedhof Ohlsdorf

Ohlendiek absolvierte die Hochschule für Musik und Theater Hannover. Auf der Bühne spielte er unter anderem 1968 am Theater der Freien Hansestadt Bremen Johannes in John Osbornes Luther und 1970 am Hebbel-Theater in Berlin Kostja in Katajews Ich will Miussow sehen!. Am Deutschen Schauspielhaus in Hamburg war er 1971 bis 1974 Alfred in Storeys Home, Sordido in Cyril Tourneurs Tragödie der Rächer und Stepan in Gorkis Barbaren.
Am Thalia Theater verkörperte er 1975 Baumgartner in Harald Sommers Ich betone, daß ich nicht das geringste an der Regierung auszusetzen habe. Von 1976 bis 1978 agierte er an den Wuppertaler Bühnen in Lunins Politrevue Erst ’ne Weile rechts sowie als Carabinieri bzw. Leichenbestatter in Bezahlt wird nicht! An den Städtischen Bühnen Münster spielte er 1977 Edek in Mrożeks Tango und übernahm die Titelrolle in Saunders’ Michael Kohlhaas. Am Theater der Freien Hansestadt Bremen war er 1981/82 als Herman in Simon Grays Theaterblut, Kalle in Brechts Flüchtlingsgespräche und Detektiv Fix in Kohouts Reise um die Erde in achtzig Tagen (nach dem Roman von Jules Verne) zu sehen. 1983 stellte er auf den Bühnen der Stadt Bonn Schaper in Ödön von Horváths Der Fall E. dar.
Ohlendiek wirkte in zahlreichen Fernsehproduktionen mit. Er war auch Hörspielsprecher und Synchronsprecher, der Brion James in Unsere kleine Farm und Jeff York in Schnellboote vor Bataan synchronisierte.
Dieter Ohlendiek verstarb nur 56-jährig in Hamburg und wurde auf dem dortigen Friedhof Ohlsdorf beigesetzt. Es handelt sich um ein Urnenreihengrab im Planquadrat Bp 71 nahe der Sorbusallee.

## Filmografie
- 1969: Die Dubrow-Krise
- 1969: Marinemeuterei 1917
- 1970: Polizeifunk ruft – Falscher Alarm
- 1970: Gezeiten
- 1971: Hamburg Transit – Der billige Jakob
- 1971: Tatort – Kressin stoppt den Nordexpress
- 1973: Hamburg Transit – Der Gepäckschein
- 1974: Met alleen het geweten als meester
- 1975: Zwei Finger einer Hand
- 1976: Weder Tag noch Stunde
- 1977: Reinhard Heydrich – Manager des Terrors
- 1979: Kümo Henriette
- 1979: Tatort – Mitternacht, oder kurz danach
- 1979–1982: St. Pauli-Landungsbrücken (Fernsehserie, drei Folgen)
- 1980: Tatort – Der gelbe Unterrock
- 1980: Grenzfälle
- 1982: Die Fischer von Moorhövd
- 1986: Geschichten aus der Heimat (Fernsehserie) Episode: Der Gebrauchtwagen
- 1988: Die Männer vom K3 – Schützenfest
- 1991: Tatort – Tod eines Mädchens
- 1991: Lebewohl, Fremde
- 1991–98: Großstadtrevier
- 1995: Tatort – Tödliche Freundschaft
- 1995: Kopfjagd